# 김진홍 (1957년)
김진홍(金震洪, 1957년 11월 17일~)은 대한민국의 정치인으로, 제44대 부산 동구청장이다. 구청장 재직 전 제5대 부산 동구의원, 제7·8대 부산광역시의원을 지냈다.

## 경력
- 2006.07~2007.03 제5대 부산광역시 동구의회 의원
- 2006.07~2007.03 제5대 부산광역시 동구의회 전반기 부의장
- 동일중앙초등학교 운영위원장
- 부산서중학교 운영위원
- 동구배드민턴협회 부회장
- 동구문화원 이사
- 새마을운동 동구지회 이사
- 민주평화통일정책자문회의 자문위원
- 2014.07~2018.06 제7대 부산광역시의회 의원
- 2018.07~2022.03 제8대 부산광역시의회 의원
- 2018.07~2020.07 제8대 부산광역시의회 전반기 부의장
- 제8대 부산광역시의회 전반기 기획행정위원회 위원
- 제8대 부산광역시의회 전반기 시민중심 도시개발 행정사무조사특별위원회 위원
- 제8대 부산광역시의회 후반기 도시환경위원회 부위원장
- 제8대 부산광역시의회 국민의힘 원내대표
- 제8대 부산광역시의회 후반기 윤리특별위원회 위원
- 제8대 부산광역시의회 자치분권 균형발전 특별위원회 부위원장
- 제8대 부산광역시의회 시산하 공공기관장 후보자 인사검증특별위원회 위원
- 2022.07~제44대 부산광역시 동구청장(초선)

## 전과
- 정치자금법위반, 공직선거법위반: 벌금 1,200,000원 - 2006년 11월 28일 선고[1]

## 역대 선거 결과
|  | 28.95% |

|  | 55.98% |

|  | 52.96% |

|  | 60.08% |